# فلیسیانو ماگرو
فلیسیانو ماگرو (انگلیسی: Feliciano Magro؛ زادهٔ ۲ فوریهٔ ۱۹۷۹) بازیکن فوتبال اهل سوئیس است.
از باشگاه‌هایی که در آن بازی کرده‌است می‌توان به باشگاه فوتبال دیورگاردن، باشگاه فوتبال گراس‌هاپر زوریخ، باشگاه فوتبال بازل، باشگاه فوتبال زوریخ، باشگاه فوتبال نورشوپینگ، باشگاه فوتبال اودینزه، باشگاه فوتبال لوگانو، و باشگاه فوتبال کیاسو اشاره کرد.
وی همچنین در تیم‌های ملی فوتبال زیر ۲۰ سال ایتالیا بازی کرده‌است.